# Most Pomorski w Bydgoszczy
Most Pomorski – most drogowo-tramwajowy, kablobetonowy sprężany na rzece Brdzie w Bydgoszczy.

## Lokalizacja
Most Pomorski spina oba brzegi Brdy w centralnej części miasta, łącząc osiedla Bartodzieje i Skrzetusko z osiedlami Kapuściska i Wyżyny.
Mostem przebiega linia tramwajowa użytkowana przez linie nr 4 i 8.

## Historia
Most Pomorski zbudowano w latach 1966–1970 metodą montażu nawisowego gotowych prefabrykowanych elementów sprężanych. Wykonawcą było Płockie Przedsiębiorstwo Robót Mostowych. Projekt opracowali: mgr inż. Maksymilian Wolff i mgr inż. R. Stankiewicz z Biura Projektów Budownictwa Komunalnego w Gdańsku. Obiekt charakteryzował się smukłą sylwetką i dobrymi proporcjami w przeciwieństwie do obiektów wznoszonych w latach 70. i 80. XX w. o typowych formach podporządkowanych wymogom prefabrykacji. Ustrój nośny stanowiło pięć dźwigarów kablobetonowych ze wspornikami. Była to pierwsza w Polsce realizacja mostu kablobetonowego z przęsłem środkowym wykonanym metodą montażu nawisowego. W czasie budowy, w czerwcu 1967 roku nastąpiło przemieszczenie prawobrzeżnego przyczółka, co wymusiło działania naprawcze. Po oddaniu mostu do użytku w 1970 roku, torowisko tramwajowe było usytuowane niesymetrycznie, po wschodniej stronie mostu.
W 1994 roku zespół z Politechniki Wrocławskiej opracował ekspertyzę, z której wynikała konieczność pilnego remontu przeprawy. W kolejnych latach umocniono skarpy nasypu ziemnego, na którym spoczywała jezdnia, a w 2004 roku rozpoczęto remont kapitalny przy udziale środków z Unii Europejskiej. Przebudowę mostu wykonano na podstawie projektu Biura Projektów Budownictwa Komunalnego w Bydgoszczy autorstwa mgr inż. Jana Siudy. Most wzmocniono do nośności 40 ton, zaś torowisko tramwajowe przeniesiono na środek pomiędzy jezdnie. Wzmocnienia dokonano poprzez przyklejenie taśm z włókien węglowych oraz przezbrojenie płyty pomostu z użyciem lekkiego kruszywa. Wykonawcą był poznański oddział firmy Mitex.
W 2023, w związku z zarysowaniem jednej z pięciu belek nośnych, wprowadzono zakaz wjazdu na most pojazdów o masie większej niż 10 t (z wyjątkiem autobusów i tramwajów) oraz wyższych niż 3,8 t.
oraz obniżono dopuszczalną prędkość pozostałych samochodów i autobusów do 30 km/h, a tramwajów do 10 km/h. 14 listopada 2023 z powodu prac związanych z budową podziemnego zbiornika wód opadowych przy hotelu "Słoneczny Młyn" doszło do osunięcia nasypu na dojeździe do mostu od strony ronda Fordońskiego. W efekcie most został zamknięty dla ruchu tramwajowego oraz pojazdów o masie ponad 3,5 t, a autobusy skierowano zamkniętym pasem tramwajowym. Ruch tramwajowy na moście przywrócono 16 marca 2024 r., ale most uznano za niezdatny do naprawy i rozpoczęto pracę nad budową całkowicie nowej przeprawy.

## Dane techniczne
Most posiada trzy przęsła o rozpiętościach 18, 43 i 18 m. Jego długość całkowita wynosi 79,7 m, a szerokość jest zmienna od 25,8 do 29,5 m. Konstrukcję nośną stanowi pięć prefabrykowanych segmentów kablobetonowych z przegubem w przęśle środkowym. Dźwigary mają przekrój skrzynkowy. Opiera się na nich pomost z betonu sprężonego. Na moście znajdują się dwie jezdnie po dwa pasy ruchu każda, torowisko tramwajowe oraz chodniki dla pieszych i ścieżki rowerowe. Most usytuowany jest do rzeki pod kątem 75°. Podporami skrajnymi są przyczółki żelbetowe posadowione na palach typu Franki. Podpory pośrednie stanowią filary pełnościenne. Przestrzeń żeglugowa pod obiektem wynosi 5 × 35 m. Nośność mostu wynosi 40 ton. Obiektem dysponuje Zarząd Dróg Miejskich i Komunikacji Publicznej w Bydgoszczy.

## Obciążenie ruchem
Most Pomorski jest najbardziej obciążonym ruchem drogowym mostem w Bydgoszczy. Pomiar ruchu w 2006 r. wykazał, że w szczycie komunikacyjnym przejeżdża przezeń ok. 2490 pojazdów na godzinę. Na moście często tworzą się zatory pojazdów, co jest związane z ograniczoną przepustowością rond: Fordońskiego i Toruńskiego.